# Gláuber
Gláuber Leandro Honorato Berti (São José do Rio Preto, 5 agosto 1983) è un ex calciatore brasiliano, di ruolo difensore.